# 兰卡平等社会党（革命者）
兰卡平等社会党（革命者）（缩写为LSSP (R)）是斯里兰卡的一个已不存在的托洛茨基主义政党。1964年，兰卡平等社会党改变立场，认定斯里兰卡自由党为“小资产阶级政党”，决定同其合作，加入其领导的政府，由此引发党内分歧，持反对态度的少数派（包括14名中央委员会委员和2名议会议员）遂退党，另行组建兰卡平等社会党（革命者）。同年较晚时候，第四国际将兰卡平等社会党开除出去，兰卡平等社会党的成员资格由兰卡平等社会党（革命者）接替。不久，该党在内部冲突中逐渐瓦解。1964年底，该党的2名议会议员重返兰卡平等社会党。1966年，该党分裂出革命平等社会党。1968年，该党分裂出革命共产主义联盟。
该党出版英语报纸《战斗》（1966年左右）和《平等社会党人》（1968年－1970年）。